# ناحیه نتل کریک، شهرستان گراندی، ایلینوی
ناحیه نتل کریک (به انگلیسی: Nettle Creek Township) یک منطقهٔ مسکونی در ایالات متحده آمریکا است که در شهرستان گراندی، ایلینوی واقع شده‌است. ناحیه نتل کریک ۱۸۶ متر بالاتر از سطح دریا واقع شده‌است.